# George Brosterhous
George Brosterhous, detto B.G. (Klamath Falls, 15 maggio 1951), è un ex cestista statunitense naturalizzato francese.

## Carriera
È stato selezionato dai Chicago Bulls all'ottavo giro del Draft NBA 1973 (132ª scelta assoluta).
Con la Francia ha disputato due edizioni dei Campionati europei (1979, 1983).

## Palmarès
- Campionato francese: 2

CSP Limoges: 1983-84, 1984-85